# Krajem malíře básníka Jana Zrzavého
Krajem malíře básníka Jana Zrzavého (také označovaná jako naučná stezka Jana Zrzavého) je naučná stezka, procházející místy spojenými s životem a tvorbou Jana Zrzavého na Vysočině. Ke slavnostnímu otevření došlo 6. října 2012, její celková délka je cca 22 km a na trase nachází 10 zastavení. V seznamu tras KČT má číslo 9496.

## Vedení trasy
Stezka začíná na nádraží v Okrouhlici, od něhož chvíli pokračuje po zelené značce k zámku, u něhož se napojuje na červenou turistickou značku. Tu za mostem přes Sázavu opouští, stáčí se po silničce doprava k silnici II/150, ale těsně před ní odbočuje na lesní cestu a proti proudu Perlového potoka pokračuje na silnici do Vadína. Tuto silnici následuje přes Vadín směrem na Březinku, ale v zatáčce pod Vadínským kopcem pokračuje rovně na lesní cestu, po které se dostává do Krásné Hory. Na okraji Krásné Hory se napojuje na silnici od Březinky, prochází obcí a napojuje se na další silnici, na které odbočuje doprava. Touto silnicí míjí Mozolov, za nímž po chvíli odbočuje doleva a po silnici pokračuje do Svitálky, kde ji odbočením doprava opouští a po silničce a následně polní cestě obchází Vítonín a na okraji Lipnice se znovu napojuje na silnici, kterou ve Svitálce opustila. Touto silnicí pokračuje na Vilémovec, ale před ním na rozcestí Pod Lipnicí ji opouští a po modré turistické značce Vilémovec obchází. Za obcí u křížku značku opouští a po lesní cestě se stáčí na Broumovu Lhotu, prochází jí a po silničkách vede k Ředkovskému rybníku a chvíli podél Ředkovského potoka na silničku, kde se stáčí doprava a míří do Babic. V Babicích přechází přes silnici II/150, po lávce přes Sázavu a přes železniční trať na silnici, kde se dává doleva do Olešnice. Prochází Olešnicí a po silničce se vrací zpět do Okrouhlice.

## Zastavení
- Okrouhlice 1
- Okrouhlice 2
- Okrouhlice 3
- Vadínské motivy
- Krásná Hora
- Cesta k Lipnici
- Lipnice
- Cesta
- Kaplička v Babicích
- Olešnická náves